# Synagoge (Dub u Prachatic)
Koordinaten: 49° 6′ 33,3″ N, 14° 0′ 37,6″ O

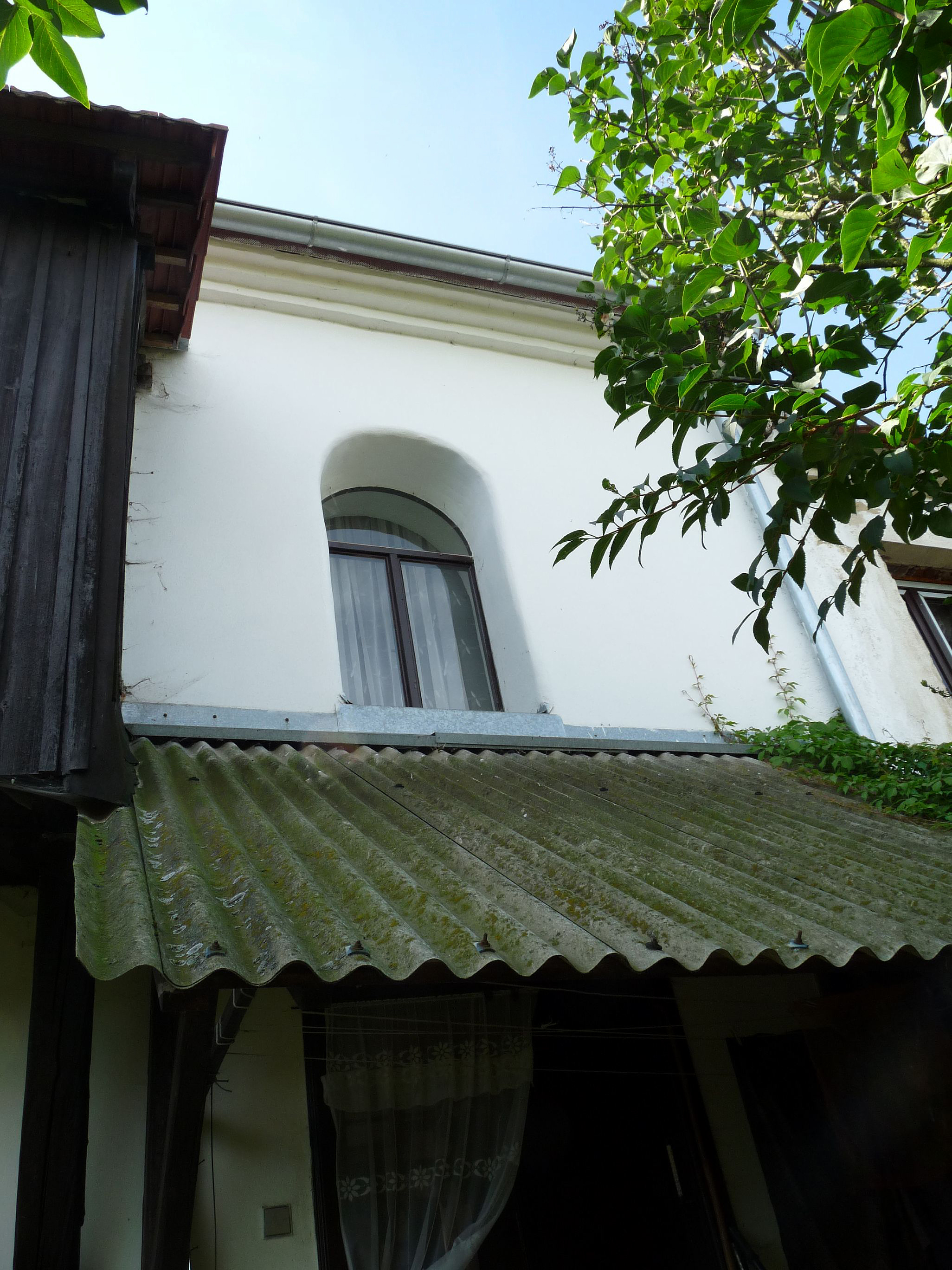
Synagoge in Dub u Prachatic

Die Synagoge in Dub u Prachatic,  einer Gemeinde im tschechischen Okres Prachatice im Jihočeský kraj (Südböhmische Region), wurde im 18. Jahrhundert errichtet. Die Synagoge wurde zu Beginn des 20. Jahrhunderts zu einem Wohnhaus umgebaut.